# Сафарова, Елена Владимировна
Елена Владимировна Сафарова (род. 23 марта 1975, Калинин) — советская российская биатлонистка. Жила и тренировалась в Ишимбае, теперь живёт в Ханты-Мансийске.
Мастер спорта международного класса, призёр чемпионатов мира, двукратная чемпионка Европы, победительница Универсиады, чемпионка России.

## Награды
- Медаль ордена «За заслуги перед Отечеством» II степени (17 января 2003 года)[1]